# Saint-Aubin (Pas-de-Calais)
Saint-Aubin ist eine französische Gemeinde mit 278 Einwohnern (Stand 1. Januar 2022) im Département Pas-de-Calais in der Region Hauts-de-France (vor 2016 Nord-Pas-de-Calais). Sie gehört zum Arrondissement Montreuil und zum Kanton Étaples (bis 2015 Montreuil).
Nachbargemeinden von Saint-Aubin sind Saint-Josse im Norden, Merlimont im Westen, Sorrus im Osten sowie Airon-Notre-Dame im Süden.

## Bevölkerungsentwicklung
| Jahr      | 1962 | 1968 | 1975 | 1982 | 1990 | 1999 | 2007 | 2014 |
| Einwohner | 133  | 123  | 124  | 191  | 197  | 217  | 241  | 266  |

## Sehenswürdigkeiten
- Kirche Saint-Aubin aus dem 17. Jahrhundert
- Taubenschlag aus dem 18. Jahrhundert